# Цквитария, Дзаку Фидоевич
Дзаку Фидоевич Цквитария (1900, село Мачара, Сухумский округ, Кутаисская губерния, Российская империя — неизвестно, село Мачара, Гульрипшский район, Абхазская АССР, Грузинская ССР) — председатель колхоза имени Ленина Гульрипшского района, Абхазская АССР, Грузинская ССР. Герой Социалистического Труда (1948).

## Биография
Родился в 1900 году в крестьянской семье в селе Мачара Сухумского округа. Окончил местную школу. Трудился в сельском хозяйстве. В послевоенное время — председатель колхоза имени Ленина Гульрипшского района. За короткое время вывел колхоз в число передовых сельскохозяйственных предприятий Гульрипшского района.
В 1947 году труженики колхоза сдали государству в среднем с каждого гектара по 18,41 центнера листьев табака с площади 10 гектаров. Указом Президиума Верховного Совета СССР от 21 февраля 1948 года удостоен звания Героя Социалистического Труда за «получение в 1947 году высокого урожая сортового чайного листа и табака» с вручением ордена Ленина и золотой медали «Серп и Молот» (№ 644).
В последующие годы труженики колхоза имени Ленина получали высокие урожая сельскохозяйственных культур. По итогам Семилетки (1959—1965) был награждён Орденом Трудового Красного Знамени.
После выхода на пенсию проживал в родном селе Мачара Гульрипшского района. Дата смерти не установлена.
Награды
- Герой Социалистического Труда
- Орден Ленина
- Орден Трудового Красного Знамени (02.04.1966)